# Битка при Ад Децимум
Битката при Ад Децимум (на латински: Ad Decimum) на 13 септември 533 г. между войската на вандалите с техния крал Гелимер и източноримляните с генерал Велизарий, завършва с решителна римска победа в борбата за унищожаването на Вандалското кралство и присъединяването на Северна Африка отново в Империум Романум.
Латинското обозначение „ad Decimum“ показва разстоянието от 10 мили (при десетия мили-камък) до следващия по-голям град, в този случай на 10 мили от намиращия се на север Картаген.
На това място Аматас, брат на Гелимер, застава с 11-хилядна войска и очаква маршируващата към Картаген 17-хилядна войска на Велизарий. Гелимер искал да нападне римляните с войските си отзад. Около 5000 души от най-добрите вандалски войници са се намирали по това време в Сардиния, за да потушат бунт.
Свидетел на тези събития е историкът Прокопий, който ги описва в своята „Военна история“.
При Ад Децимум пада убит Аматас и Гелимер след като разбира това не дава команда за следващо нападение и вандалите се разбягват. Велизарий влиза следващия ден победоносно в Картаген.
След няколко месеца той побеждава отново Гелимер в битката при Трикамарум (на 15 декември 533 г.) и така завършва Вандалската война.